# Слав'ятинок-Новий
Слав'ятинок-Новий (пол. Sławacinek Nowy, Славацинек-Новий) — село в Польщі, у гміні Біла Підляська Більського повіту Люблінського воєводства. Населення — 284 особи (2011).

## Історія
У 1975-1998 роках село належало до Білопідляського воєводства.

## Населення
Демографічна структура станом на 31 березня 2011 року:
|          | Загалом | Допрацездатний вік | Працездатний вік | Постпрацездатний вік |
| -------- | ------- | ------------------ | ---------------- | -------------------- |
| Чоловіки | 145     | 34                 | 96               | 15                   |
| Жінки    | 139     | 34                 | 80               | 25                   |
| Разом    | 284     | 68                 | 176              | 40                   |